# Lasers de Springfield
Les Lasers de Springfield (en anglais : Springfield Lasers) sont une équipe du World Team Tennis basée à Springfield (Missouri).

## Effectif 2018
- John-Laffnie de Jager, entraîneur
- Jack Sock
- Miomir Kecmanović
- Vania King
- Daniel Nestor
- Abigail Spears